# Iris fernaldii
Iris fernaldii är en irisväxtart som beskrevs av Robert Crichton Foster. Iris fernaldii ingår i släktet irisar, och familjen irisväxter. Inga underarter finns listade i Catalogue of Life.

## Bildgalleri

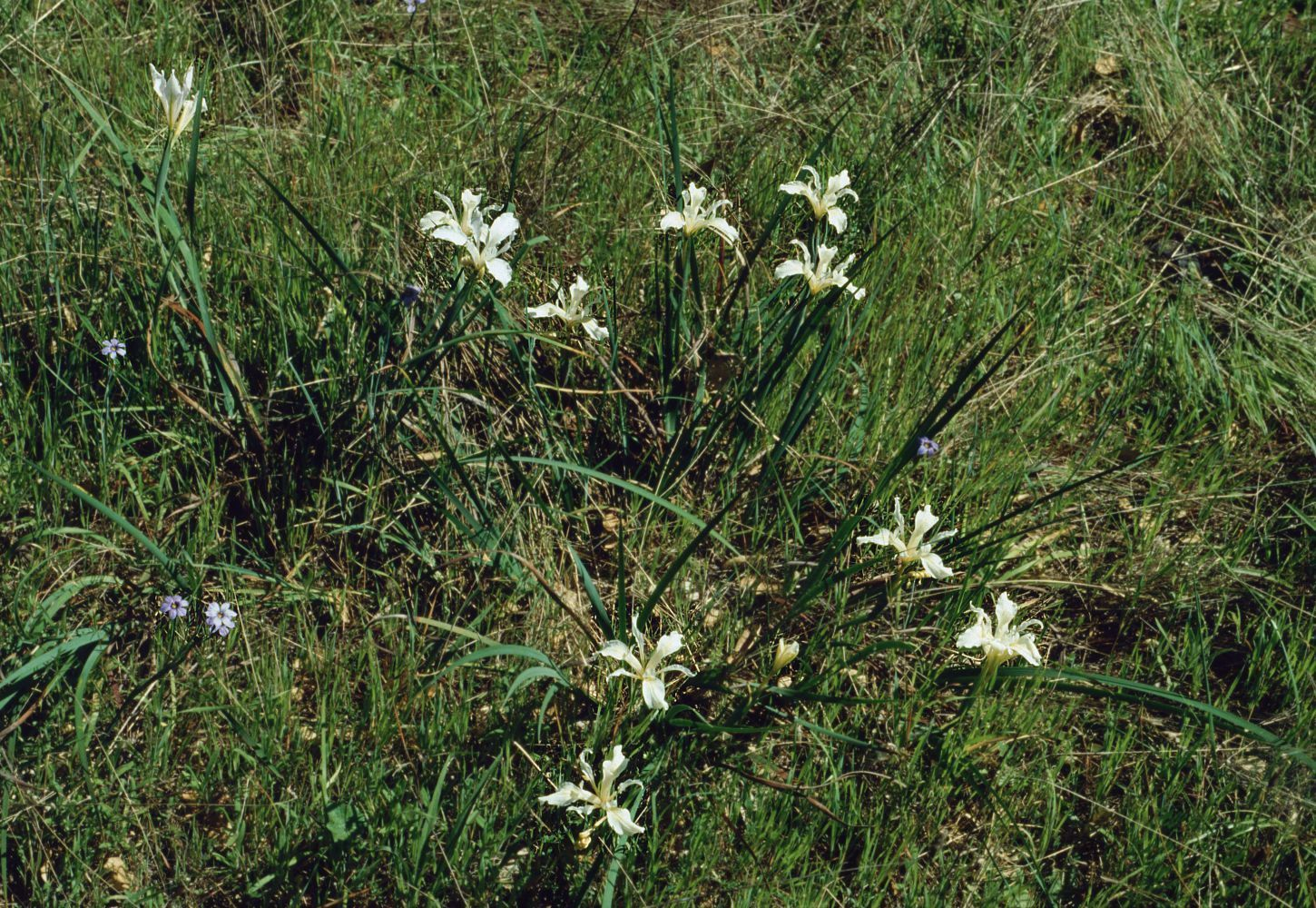
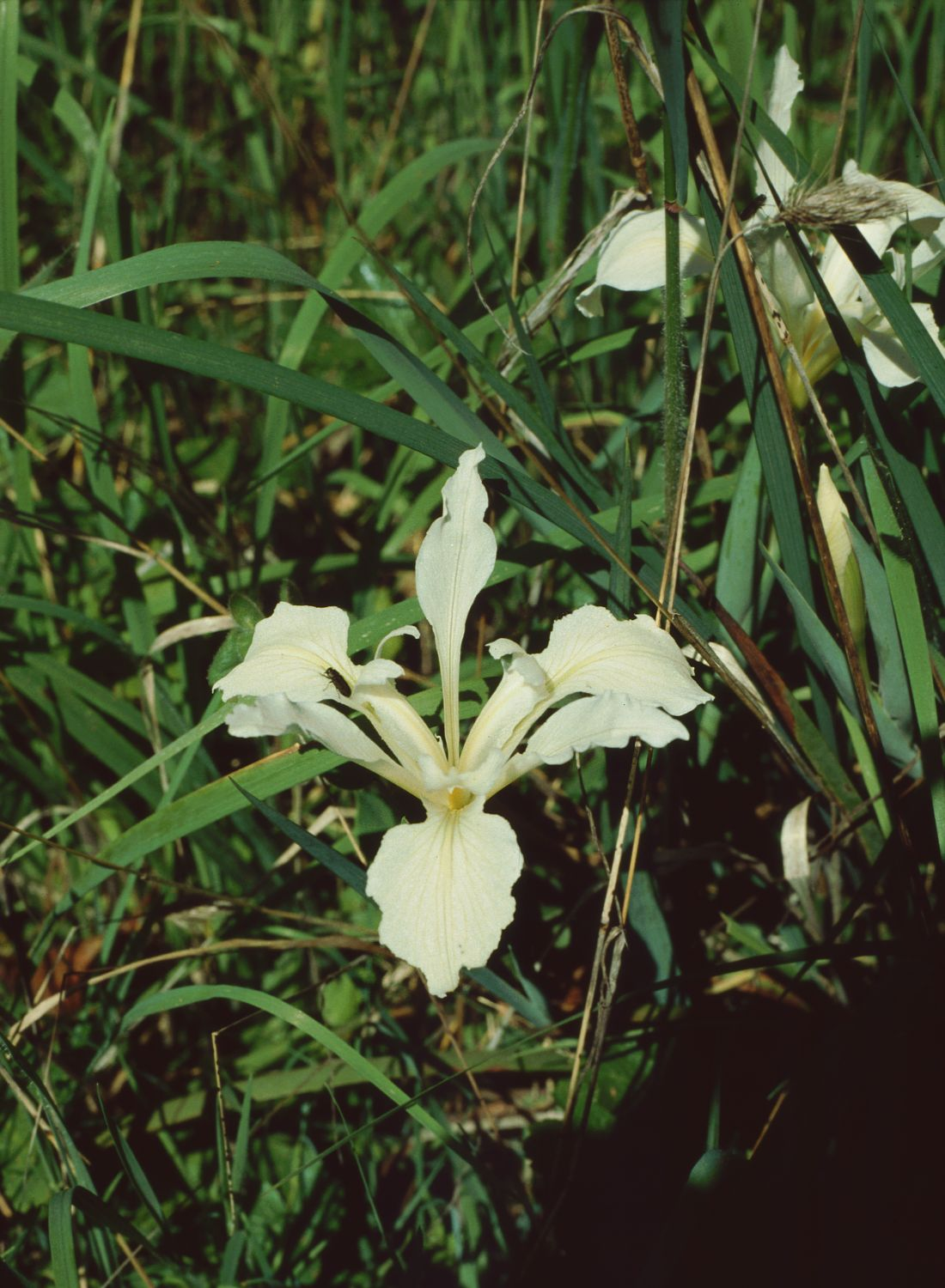
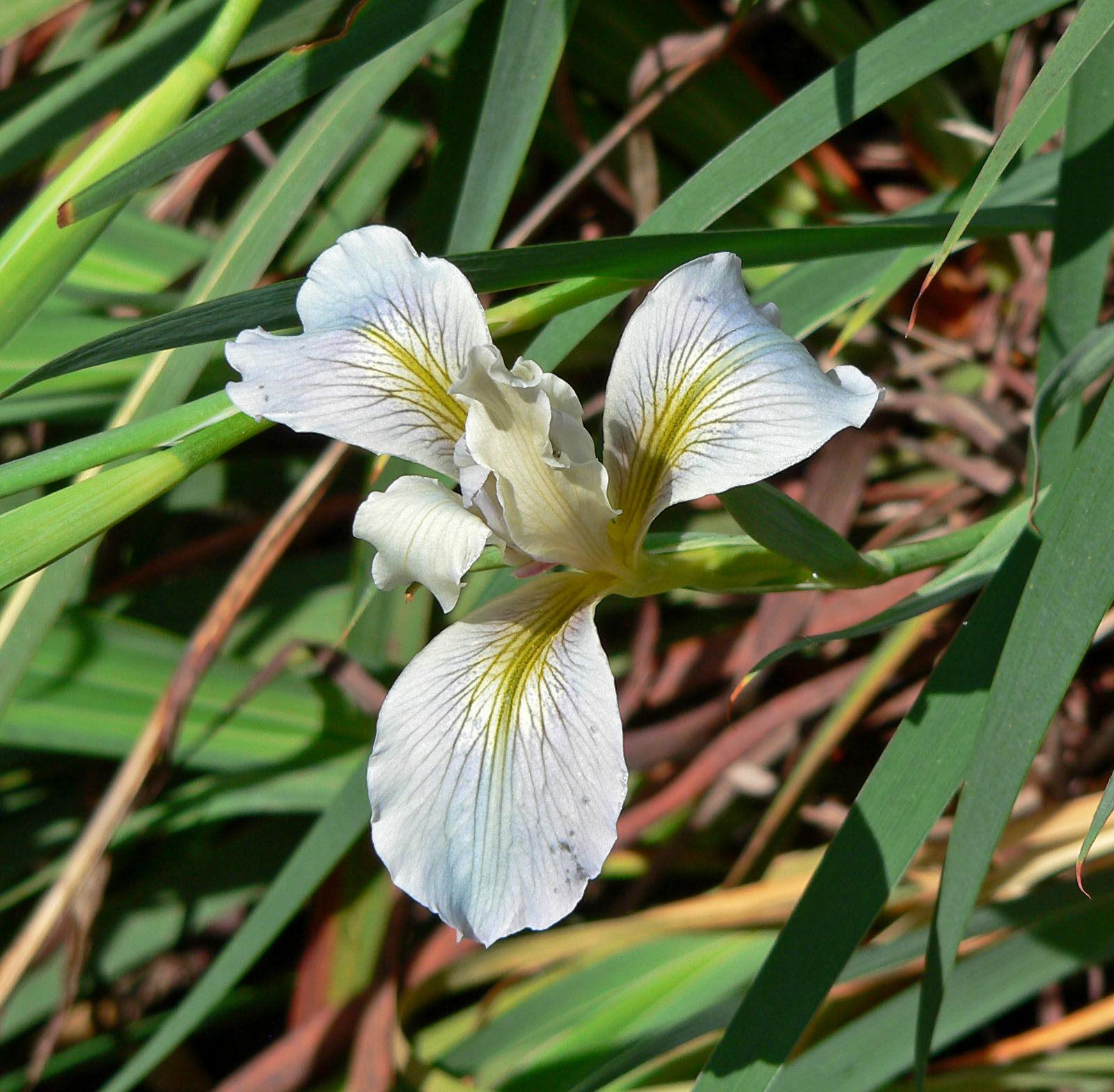
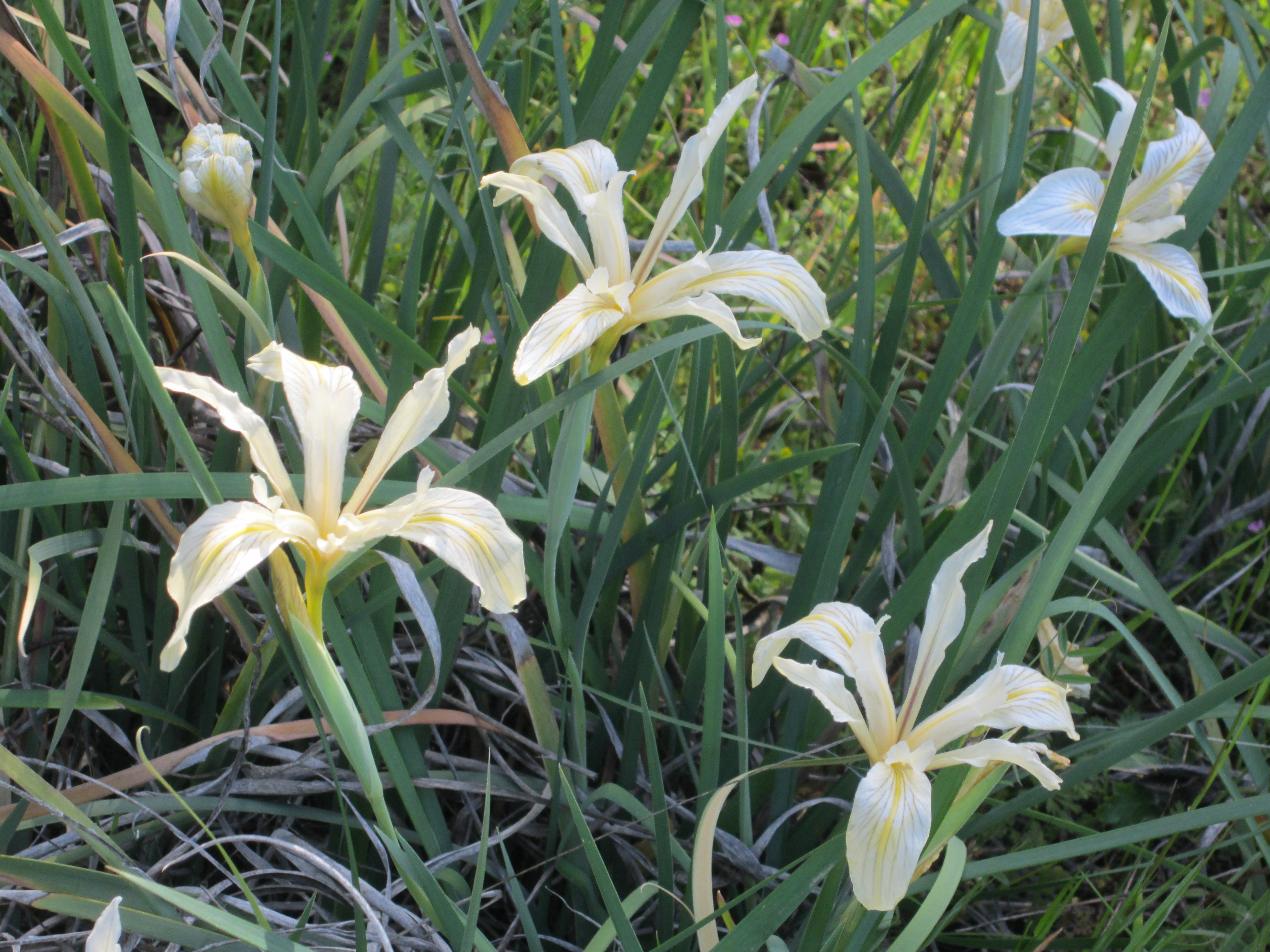